# Unitat perifèrica de Lassithi
La unitat perifèrica de Lassithi (grec Νομός Λασιθίου o Λασύθι) és una de les quatre unitats perifèriques de l'illa de Creta, Grècia. Correspon a l'antiga prefectura de Lassithi.
La seva capital és la ciutat d'Àgios Nikólaos. Altres grans ciutats són Ieràpetra, Sitia i Neàpoli. És la unitat perifèrica més oriental de l'illa, té a l'oest la unitat perifèrica d'Iràklio, el Mar de Creta al nord, i el mar de Líbia al sud. Té les muntanyes Dikti a l'oest, les muntanyes de Sitia a l'est.
A l'est hi ha la població d'Elounda, i al seu davant hi ha l'illa de Spinalonga, un antic castell venecià que va ser una leproseria. Al peu de les la muntanya Dikti es troba l'altiplà de Lassithi, famós pels seus molins de vent. La platja de Vai és coneguda pel seu bosc de palmeres.
El turisme atret per les platges visita llocs com Vai, Àgios Nikólaos i l'illa de Khrissi. Fora de les àrees turístiques hi ha les aldees de la costa sud com Myrtos, Makrí Gialós, Xerokambos i Koutsouras.
Hi ha nombrosos jaciments arqueològics amb restes antigues. Vassilikí, Fournu Korfi, Pyrgos, Zakros, i Gournia són restes de l'època minoica. Lató i Itanos són restes de l'època dòrica.
Inclou les illes de Khrissi o Gaidouronisi, i Kufonissi, i els illots: Agi Pandes, les Illes Dionisíades, Elassa, Grantes, Mokhlos, Psira, i Spinalonga o Kalidon.

## Divisió administrativa
Inclou 4 municipis des de la reforma del pla Kalikratis:
- Àgios Nikólaos, Agios Nikolaos
- Ieràpetra
- Oropedio Lassithiu, Oropedio Lasithiou o altiplà de Lassithi
- Sitia, Siteia

Abans incloïa aquests municipis:
- Àgios Nikólaos
- Ieràpetra
- Ítanos, capital Palékastro (Palaikastro)
- Lefki, capital Ziros
- Makrí Gialós (Makry Gialos o Makrygialos), capital Koutsouras
- Neàpoli (Neapolis Lasithiou)
- Oropedio (Oropedio Lasithiou o altiplà de Lassithi), capital Tzermiado
- Sitia

I la comunitat de:
- Vrakhassi (Vrachasi)

Històricament, estava dividida en aquestes províncies (eparchies):
- Mirabello (Mirabelos o Mirampelos), capital Neàpoli, a la costa nord, limita amb la prefectura d'Iràklio
- Lassithi, capital Tzermiado, altiplà interior, limita amb la prefectura d'Iràklio
- Ieràpetra, capital Ieràpetra, amb costa al sud i al nord, limita amb la prefectura d'Iràklio
- Sitia, capital Sitia, a l'extrem est de l'illa